# جون لارسون (كاتب ترانيم)
جون لارسون (بالسويدية: John Larsson)‏ هو كاتب ترانيم سويدي، ولد في 2 أبريل 1938 في السويد.

## وصلات خارجية
- جون لارسون على موقع ميوزك برينز (الإنجليزية)